# Football Club Locarno 2007-2008
Questa voce raccoglie le informazioni riguardanti il Football Club Locarno nelle competizioni ufficiali della stagione 2007-2008.

## Stagione
La squadra terminò al 14º posto in Challenge League, mentre uscì ai sedicesimi di finale in Coppa Svizzera.

## Rosa
Aggiornato al 1º settembre 2007.
| N. |                      | Ruolo | Calciatore            |
| -- | -------------------- | ----- | --------------------- |
| 1  | Svizzera (bandiera)  | P     | Riccardo Di Benedetto |
| 2  | Svizzera (bandiera)  | D     | Luca Toprak           |
| 3  | Svizzera (bandiera)  | D     | Massimo Immersi       |
| 4  | Italia (bandiera)    | D     | Giuseppe Riccio       |
| 5  | Francia (bandiera)   | D     | Emmanuel Domo         |
| 6  | Svizzera (bandiera)  | D     | Loris Ziccardi        |
| 7  | Italia (bandiera)    | C     | Lucio Ciana           |
| 8  | Svizzera (bandiera)  | D     | Elia Rezzonico        |
| 9  | Argentina (bandiera) | A     | Juan Manuel Sara      |
| 10 | Svizzera (bandiera)  | C     | Remy Frigomosca       |
| 11 | Svizzera (bandiera)  | C     | Fabrizio Bullo        |
| 12 | Svizzera (bandiera)  | A     | Patrick Rossini       |
| 13 | Svizzera (bandiera)  | C     | Petrit Frrokaj        |
| 16 | Svizzera (bandiera)  | C     | Ivan Burla            |

| N. |                      | Ruolo | Calciatore          |
| -- | -------------------- | ----- | ------------------- |
| 17 | Nigeria (bandiera)   | C     | Akande Ajide        |
| 19 | Croazia (bandiera)   | C     | Steven Petrovic     |
| 21 | Svizzera (bandiera)  | D     | Marco Lodigiani     |
| 22 | Svizzera (bandiera)  | C     | Massimo Solari      |
| 23 | Svizzera (bandiera)  | C     | Paolo Gigantelli    |
| 26 | Svizzera (bandiera)  | D     | Maurice Liand       |
| 27 | Svizzera (bandiera)  | A     | Kevin Pollini       |
| 28 | Argentina (bandiera) | C     | Santiago Kuhl       |
| 29 | Argentina (bandiera) | D     | Raúl Osella         |
| 31 | Italia (bandiera)    | P     | Patrick Auregli     |
| 78 | Svizzera (bandiera)  | P     | Gabriele Bernasconi |
|    | Cile (bandiera)      | D     | Paulo Magalhaes     |